# Echeandia flavescens
Echeandia flavescens är en sparrisväxtart som först beskrevs av Schult. och Julius Hermann Schultes, och fick sitt nu gällande namn av Robert William Cruden. Echeandia flavescens ingår i släktet Echeandia och familjen sparrisväxter. Inga underarter finns listade i Catalogue of Life.